# Franz-Josef Brüggemeier
Franz-Josef Brüggemeier (* 7. März 1951 in Bottrop) ist ein deutscher Historiker. Von 1998 bis 2018 war er Inhaber des Lehrstuhls für Wirtschafts- und Sozialgeschichte an der Albert-Ludwigs-Universität Freiburg. Brüggemeier gilt als einer der Wegbereiter der Umweltgeschichte als historischer Disziplin in Deutschland.

## Leben
Nach dem Abitur am Mauritius-Gymnasium in Büren/Westfalen 1969 studierte Brüggemeier Geschichte und Sozialwissenschaften an den Universitäten Bochum, München, York (England) und Bremen und schloss 1975 mit dem Staatsexamen ab. Von 1975 bis 1979 war er Wissenschaftlicher Assistent am Lehrstuhl für Neuere Geschichte an der Universität-Gesamthochschule Essen und begann zugleich ein Medizinstudium. 1981 erfolgte die Approbation und bis 1983 die Tätigkeit als Arzt am Marienhospital Gelsenkirchen. Im Mai 1982 wurde Brüggemeier bei Lutz Niethammer in Essen mit einer Arbeit über die Geschichte der Ruhrbergleute zwischen 1889 und 1919 promoviert. Die breit rezipierte Studie, die die allgemeinen Entwicklungsbedingungen und konkreten Erfahrungen in der täglichen Lebenswelt der Ruhrbergleute untersucht, wurde zur Grundlage der ARD-Fernsehserie Rote Erde, die Brüggemeier fachlich betreute. Brüggemeiers Interesse an der Erfahrungsgeschichte des Ruhrreviers manifestierte sich zudem in der Mitkonzeption des von Lutz Niethammer in Essen geleiteten Forschungsprojekts Lebensgeschichte und Sozialkultur im Ruhrgebiet 1930–1960 (LUSIR) sowie in seiner 1990 an der RWTH Aachen eingereichten medizinischen Dissertation über das Kruppsche Krankenhaus (1870–1914).
Von Oktober 1983 bis 1994 war Brüggemeier Wissenschaftlicher Mitarbeiter im Fach Neuere Geschichte an der Fernuniversität Hagen. Hier begann er, als Historiker und Mediziner sein Parallelinteresse an der Umweltgeschichte des 19. und 20. Jahrhunderts weiterzuentwickeln: 1987 erschien der zusammen mit Thomas Rommelspacher herausgegebene Sammelband Geschichte der Umwelt im 19. und 20. Jahrhundert; 1994 habilitierte sich Brüggemeier mit einer Pionierstudie über Luftverschmutzung, Industrialisierung und Risikobewusstsein im 19. Jahrhundert. Von 1995 bis 1998 lehrte Brüggemeier als Professor für Neuere Geschichte an der Universität Hannover. Von 1998 bis 2018 war Brüggemeier Professor für Wirtschafts- und Sozialgeschichte an der Albert-Ludwigs-Universität Freiburg. Im Sommersemester 2012 vertrat er die Professur von Sven Beckert an der Harvard University (Cambridge/Mass.), als dieser im Rahmen eines Kooperationsprogrammes an der Universität Freiburg war. Seit seiner Emeritierung im Jahr 2018 ist Brüggemeier Mitarbeiter und Fellow am Institut für Soziale Bewegungen an der Ruhr-Universität Bochum.
Zu Brüggemeiers Forschungsschwerpunkten gehören die deutsche und britische Geschichte des 19. und 20. Jahrhunderts, die Umweltgeschichte und die Geschichte des Sports.
Er ist Mitglied in der Deutschen Akademie für Fußball-Kultur.

## Werke (Auswahl)

### Monographien
- Leben vor Ort. Ruhrbergleute und Ruhrbergbau 1889–1919. C.H. Beck, München 1983 (Zugl.: Essen, Univ.-GHS, Diss., 1982 u.d.T.: Entdeckungsreise in das eigene Volk).
- Die Krupp'schen Krankenanstalten (1870–1914). Murken-Altrogge, Herzogenrath 1990 (Zugl.: Aachen, Techn. Hochsch., Diss., 1990).
- mit Thomas Rommelspacher: Blauer Himmel über der Ruhr. Geschichte der Umwelt im Ruhrgebiet 1840–1990. Klartext, Essen 1992.
- Das unendliche Meer der Lüfte. Luftverschmutzung, Industrialisierung und Risikobewusstsein im 19. Jahrhundert. Klartext, Essen 1996 (Zugl.: Hagen, Fernuniv., Habil.-Schr., 1994).
- Tschernobyl, 26. April 1986 – die ökologische Herausforderung. dtv, München 1998, ISBN 978-3-423-30617-1
- Zurück auf dem Platz. Deutschland und die Fußball-Weltmeisterschaft 1954. DVA, München 2004, ISBN 978-3-421-05842-3.
- Geschichte Großbritanniens im 20. Jahrhundert. C.H. Beck, München 2010, ISBN 978-3-406-60176-7.
- Schranken der Natur. Umwelt, Gesellschaft, Experimente 1750 bis heute. Klartext, Essen 2014, ISBN 978-3-8375-1006-5.
- Sonne, Wasser, Wind: Die Entwicklung der Energiewende in Deutschland. Friedrich-Ebert-Stiftung, Bonn 2015, ISBN 978-3-95861-238-9 (PDF, 699 kB).
- Grubengold. Das Zeitalter der Kohle von 1750 bis heute. C.H. Beck, München 2018, ISBN 978-3-406-72221-9.

### Sammelwerke
- mit Thomas Rommelspacher (Hrsg.): Besiegte Natur. Geschichte der Umwelt im 19. und 20. Jahrhundert. C. H. Beck, München 1987, ISBN 3-406-32337-5.
- mit Michael Toyka-Seid (Hrsg.): Industrie – Natur. Lesebuch zur Geschichte der Umwelt im 19. Jahrhundert. Campus, Frankfurt am Main 1995.
- mit Wolfgang Schenkluhn (Hrsg.): Die Welt im Jahr 1000. Herder, Freiburg 2000.
- mit Jens Ivo Engels (Hrsg.): Natur- und Umweltschutz nach 1945. Konzepte, Konflikte, Kompetenzen. Campus, Frankfurt am Main 2005.
- mit Mark Cioc und Thomas Zeller (Hrsg.): How Green Were the Nazis? Nature, Environment, and Nation in the Third Reich. Ohio University Press, Athens, Ohio 2006.